# Оскода (округ)
Шаблон:StateAbbr_ 44°41′ пн. ш. 84°08′ зх. д. / 44.68° пн. ш. 84.13° зх. д.
Округ  Оскода (англ. Oscoda County) — округ (графство) у штаті Мічиган, США. Ідентифікатор округу 26135.

## Історія
Округ утворений 1840 року.

## Демографія
За даними перепису 
2000 року 
загальне населення округу становило 9418 осіб, усе сільське.
Серед мешканців округу чоловіків було 4622, а жінок — 4796. В окрузі було 3921 домогосподарство, 2719 родин, які мешкали в 8690 будинках.
Середній розмір родини становив 2,85.
Віковий розподіл населення поданий у таблиці:
| Стать    | До 15 років | 15-21 | 22-29 | 30-39 | 40-49 | 50-65 | 65-85 | Понад 85 |
| -------- | ----------- | ----- | ----- | ----- | ----- | ----- | ----- | -------- |
| Чоловіки | 869         | 402   | 254   | 541   | 646   | 994   | 859   | 57       |
| Жінки    | 866         | 412   | 277   | 542   | 721   | 991   | 878   | 109      |

## Суміжні округи
- Монтморенсі — північ
- Алпена — північний схід
- Алкона — схід
- Айоско — південний схід
- Огемо — південь
- Роскоммон — південний захід
- Кроуфорд — захід
- Отсего — північний захід

## Виноски
1. ↑  US Decennial Census. US Census Bureau. Процитовано 27 вересня 2014.
2. ↑  Historical Census Browser. University of Virginia Library. Архів оригіналу за 30 травня 2019. Процитовано 27 вересня 2014.
3. ↑  Population of Counties by Decennial Census: 1900 to 1990. US Census Bureau. Процитовано 27 вересня 2014.
4. ↑  Census 2000 PHC-T-4. Ranking Tables for Counties: 1990 and 2000 (PDF). US Census Bureau. Процитовано 27 вересня 2014.
5. ↑  State & County QuickFacts. US Census Bureau. Архів оригіналу за 6 червня 2011. Процитовано 29 серпня 2013.(англ.) Наведено за англійською вікіпедією.
6. ↑  American FactFinder. Бюро перепису населення США. Архів оригіналу за 26 лютого 2012. Процитовано 31 січня 2008.

| США | Це незавершена стаття з географії США. Ви можете допомогти проєкту, виправивши або дописавши її. |